# 苦池水库
苦池水库是中国山西省运城市境内的一座水库，位于姚渠上，建于1957年。水库正常库容为1370万立方米，集雨面积为703平方千米。